# Janet Wright
Janet Wright (Farnborough, 8 maart 1945 – Vancouver, 14 november 2016) was een Canadese actrice en toneelregisseuse. Ze werd geboren in Engeland, maar groeide op in Canada waarheen haar familie al een jaar na haar geboorte was verhuisd. Ze was vooral bekend door haar rol als Emma Leroy in de Canadese tv-serie Corner Gas. 

## Loopbaan
Het gezin, waarin na Janet nog drie kinderen werden geboren, woonde enige tijd in Calgary en vervolgens in de stad Saskatoon. Samen met haar eerste man, de regisseur Brian Richmond, en haar zuster Susan Wright richtte Janet Wright in 1974 het Persephone Theatre op in Saskatoon. Later verhuisde ze naar Vancouver, waar ze als regisseur en actrice te zien was in meer dan 40 producties in het Vancouver Arts Club Theatre. Ook elders in Canada stond ze regelmatig op het toneel. Ze combineerde haar theaterwerk met film- en televisierollen in Canada en de Verenigde Staten. Ze heeft sinds 1969 in een groot aantal series gespeeld. Haar rol in de CTV-sitcom Corner Gas, die van 2004 tot 2009 liep en in Vlaanderen werd uitgezonden door Acht, maakte haar bijzonder populair. In 2014 speelde ze opnieuw Emma Leroy in de speelfilm Corner Gas: The Movie.

## Prijzen
Ze won in 1992 een Genie Award voor 'Best Performance by an Actress in a Leading Role' voor Bordertown Café en in 2003 een Gemini Award voor 'Best Performance by an Actress in a Featured Supporting Role in a Dramatic Program or Mini-Series' voor Betrayed. Voor haar rol in Corner Gas won ze samen met de andere acteurs een Gemini Award voor 'Best Ensemble Performance'. In 2006 kreeg ze als 'Pretty Funny TV Female' de Canadian Comedy Award.

## Persoonlijk
Net als Janet Wright speelden haar jongere zusters Susan en Anne en haar broer John een vooraanstaande rol in het Canadese toneel. Bij een brand in Stratford (Ontario) in 1991 kwamen haar zus Susan en haar beide ouders om. Haar dochter Rachel Davis werd in 2004, 23 jaar oud, op straat in Vancouver doodgeschoten toen ze opkwam voor een jongen die door een jeugdbende werd mishandeld. In 2007 werd aan Janet Wright door de Gouverneur-generaal van Canada de postume Medal of Bravery voor haar dochter uitgereikt. Ter nagedachtenis richtten Wright en haar tweede echtgenoot Bruce Davis de Rachel Davis Foundation op, die jaarlijks een prijs uitreikt aan een persoon in de leeftijd van 17 tot 23 jaar die zich bijzonder hulpvaardig en meelevend heeft getoond.
Wright stierf op 71-jarige leeftijd op 14 november 2016.